# Hedwigshof (Vacha)
Hedwigshof ist ein Gehöft im Ortsteil Völkershausen der Stadt Vacha im Wartburgkreis in Thüringen.

## Lage
Die geographische Höhe des Ortes beträgt 345 m ü. NN.
Der Hof liegt in Richtung Vacha am Fuß des Öchsenberges und an der Landesstraße 2601 in der Gemarkung von Völkershausen.

## Geschichte
Im Jahr 1257 wurde das Gehöft erstmals urkundlich genannt.